# Temporada 1983 de las Grandes Ligas de Béisbol
La Temporada 1983 de las Grandes Ligas de Béisbol comenzó el 4 de abril y finalizó cuando Baltimore Orioles derrotó en 5 juegos a
Philadelphia Phillies en la Serie Mundial. Rick Dempsey fue nombrado el jugador más valioso de la serie.
El Juego de las Estrellas fue disputado el 6 de julio en el Comiskey Park y fue ganado por la Liga Americana con un
marcador de 13-3; Fred Lynn, jardinero de California Angels, fue nombrado MVP del juego.

## Premios y honores
- MVP
  - Cal Ripken, Jr., Baltimore Orioles (AL)
  - Dale Murphy, Atlanta Braves (NL)
- Premio Cy Young
  - LaMarr Hoyt, Chicago White Sox (AL)
  - John Denny, Philadelphia Phillies (NL)
- Novato del año
  - Ron Kittle, Chicago White Sox (AL)
  - Darryl Strawberry, New York Mets (NL)
- Mánager del año
  - Tony La Russa, Chicago White Sox (AL)
  - Tommy Lasorda, Los Angeles Dodgers (NL)

## Temporada Regular
Liga Americana
| División Este     | División Este | División Este | División Este | División Este | División Este | División Este |
| Equipo            | V             | D             | CTE           | JD            | LOCAL         | VISITA        |
| ----------------- | ------------- | ------------- | ------------- | ------------- | ------------- | ------------- |
| Baltimore Orioles | 98            | 64            | 0.605         | —             | 50–31         | 48–33         |
| Detroit Tigers    | 92            | 70            | 0.568         | 6             | 48–33         | 44–37         |
| New York Yankees  | 91            | 71            | 0.562         | 7             | 51–30         | 40–41         |
| Toronto Blue Jays | 89            | 73            | 0.549         | 9             | 48–33         | 41–40         |
| Milwaukee Brewers | 87            | 75            | 0.537         | 11            | 52–29         | 35–46         |
| Boston Red Sox    | 78            | 84            | 0.481         | 20            | 38–43         | 40–41         |
| Cleveland Indians | 70            | 92            | 0.432         | 28            | 36–45         | 34–47         |

| División Oeste     | División Oeste | División Oeste | División Oeste | División Oeste | División Oeste | División Oeste |
| Equipo             | V              | D              | CTE            | JD             | LOCAL          | VISITA         |
| ------------------ | -------------- | -------------- | -------------- | -------------- | -------------- | -------------- |
| Chicago White Sox  | 99             | 63             | 0.611          | —              | 55–26          | 44–37          |
| Kansas City Royals | 79             | 83             | 0.488          | 20             | 45–36          | 34–47          |
| Texas Rangers      | 77             | 85             | 0.475          | 22             | 44–37          | 33–48          |
| Oakland Athletics  | 74             | 88             | 0.457          | 25             | 42–39          | 32–49          |
| California Angels  | 70             | 92             | 0.432          | 29             | 35–46          | 35–46          |
| Minnesota Twins    | 70             | 92             | 0.432          | 29             | 37–44          | 33–48          |
| Seattle Mariners   | 60             | 102            | 0.370          | 39             | 30–51          | 30–51          |

Liga Nacional  
| División Este         | División Este | División Este | División Este | División Este | División Este | División Este |
| Equipo                | V             | D             | CTE           | JD            | LOCAL         | VISITA        |
| --------------------- | ------------- | ------------- | ------------- | ------------- | ------------- | ------------- |
| Philadelphia Phillies | 90            | 72            | 0.556         | —             | 50–31         | 40–41         |
| Pittsburgh Pirates    | 84            | 78            | 0.519         | 6             | 41–40         | 43–38         |
| Montreal Expos        | 82            | 80            | 0.506         | 8             | 46–35         | 36–45         |
| St. Louis Cardinals   | 79            | 83            | 0.488         | 11            | 44–37         | 35–46         |
| Chicago Cubs          | 71            | 91            | 0.438         | 19            | 43–38         | 28–53         |
| New York Mets         | 68            | 94            | 0.420         | 22            | 41–41         | 27–53         |

| División Oeste       | División Oeste | División Oeste | División Oeste | División Oeste | División Oeste | División Oeste |
| Equipo               | V              | D              | CTE            | JD             | LOCAL          | VISITA         |
| -------------------- | -------------- | -------------- | -------------- | -------------- | -------------- | -------------- |
| Los Angeles Dodgers  | 91             | 71             | 0.562          | —              | 48–32          | 43–39          |
| Atlanta Braves       | 88             | 74             | 0.543          | 3              | 46–34          | 42–40          |
| Houston Astros       | 85             | 77             | 0.525          | 6              | 46–36          | 39–41          |
| San Diego Padres     | 81             | 81             | 0.500          | 10             | 47–34          | 34–47          |
| San Francisco Giants | 79             | 83             | 0.488          | 12             | 43–38          | 36–45          |
| Cincinnati Reds      | 74             | 88             | 0.457          | 17             | 36–45          | 38–43          |

## Postemporada
|  | Campeonato de la Liga | Campeonato de la Liga | Campeonato de la Liga |   |    | Serie Mundial     | Serie Mundial | Serie Mundial |
|  |                       |                       |                       |   |    |                   |               |               |
|  | Este                  | Baltimore Orioles     | 3                     |   |    |                   |               |               |
|  | Oeste                 | Chicago White Sox     | 1                     |   |    |                   |               |               |
|  |                       |                       |                       |   | AL | Baltimore Orioles | 4             |               |
|  |                       | NL                    | Philadelphia Phillies | 1 |    |                   |               |               |
|  | Este                  | Philadelphia Phillies | 3                     |   |    |                   |               |               |
|  | Oeste                 | Los Angeles Dodgers   | 1                     |   |    |                   |               |               |

|                                         |
| Campeón Baltimore Orioles Tercer Título |

## Líderes de la liga

### Liga Americana
Líderes de Bateo 
| Categoría           | Jugador               | Equipo  | Marca |
| ------------------- | --------------------- | ------- | ----- |
| Porcentaje de bateo | Wade Boggs            | BOS     | .361  |
| Cuadrangulares      | Jim Rice              | BOS     | 39    |
| Carreras Impulsadas | Jim Rice Cecil Cooper | BOS MIL | 126   |
| Carreras Anotadas   | Cal Ripken            | BAL     | 121   |
| Hits                | Cal Ripken            | BAL     | 211   |
| Robo de Bases       | Rickey Henderson      | OAK     | 108   |

Líderes de Pitcheo 
| Categoría         | Jugador         | Equipo | Marca |
| ----------------- | --------------- | ------ | ----- |
| Victorias         | LaMart Hoyt     | CHW    | 24    |
| Derrotas          | Larry Gura      | KCR    | 18    |
| ERA               | Rick Honeycutt  | TEX    | 2.42  |
| Ponches           | Jack Morris     | DET    | 232   |
| Entradas Lanzadas | Jack Morris     | DET    | 293.2 |
| Juegos salvados   | Dan Quisenberry | KCR    | 45    |

### Liga Nacional
Líderes de Bateo 
| Categoría           | Jugador                | Equipo  | Marca |
| ------------------- | ---------------------- | ------- | ----- |
| Porcentaje de bateo | Bill Madlock           | PIT     | .323  |
| Cuadrangulares      | Mike Schmidt           | PHI     | 40    |
| Carreras Impulsadas | Dale Murphy            | ATL     | 121   |
| Carreras Anotadas   | Tim Raines             | MON     | 133   |
| Hits                | Jose Cruz Andre Dawson | HOU MON | 189   |
| Robo de Bases       | Tim Raines             | MON     | 90    |

Líderes de Pitcheo 
| Categoría         | Jugador        | Equipo | Marca |
| ----------------- | -------------- | ------ | ----- |
| Victorias         | John Denny     | PHI    | 19    |
| Derrotas          | Mike Torrez    | NYM    | 17    |
| ERA               | Atlee Hammaker | SFG    | 2.25  |
| Ponches           | Steve Carlton  | PHI    | 275   |
| Entradas Lanzadas | Steve Carlton  | PHI    | 283.2 |
| Juegos salvados   | Lee Smith      | CHC    | 29    |